# FA Premier League 2012-13
La temporada 2012/13 de la FA Premier League (coneguda com a Barclays Premier League per raons publicitàries) va ser la vint-i-unena temporada de la màxima divisió anglesa, des de la seva creació el 1992. El calendari va ser anunciat el 18 de juny de 2012. La temporada va començar el 18 d'agost de 2012 i va acabar el 19 de maig de 2013.
El Manchester City era el campió defensor, havent guanyat el seu tercer títol de lliga (el primer des de la creació de la Premier League).
El campió va ser el Manchester United.

## Equips participants

### Ascensos i descensos
Un total de 20 equips van participar en la competició, incloent 17 equips de la temporada anterior i 3 provinents de la Football League Championship 2011/12.
El descens del Wolverhampton a la Championship es va confirmar el 22 d'abril de 2012, després de tres campanyes consecutives en l'elit del futbol anglès. El Blackburn Rovers va baixar després de caure per 1-0 davant Wigan Athletic el 7 de maig, havent estat onze temporades seguides a primera divisió. L'últim equip a descendir va ser el Bolton, el 13 de maig, en l'última jornada de la temporada, després d'onze campanyes a la Premier League. Per segona vegada en la història de la Premier, els tres conjunts que van ascendir de la Championship 2010-11 van aconseguir salvar la categoria i competiran aquesta temporada.
Reading (campions) i Southampton (subcampions) van ascendir directament de la Championship. Reading torna a la Premier League després d'estar absent per quatre anys, mentre que Southampton torna a primera divisió després de dos reeixits ascensos, després de set temporades en lligues menors. El tercer equip promogut es va determinar per una ronda de play-offs entre els equips que van finalitzar entre el tercer i sisè lloc de la Championship. El 19 de maig de 2012 al Wembley Stadium, el West Ham United (tercer en la taula final) va derrotar el Blackpool (cinquena posició) a la final dels play-offs. El West Ham United torna a la primera divisió després d'absentar-se una temporada.
| Pos. | de Premier League          |
| ---- | -------------------------- |
| 18è  | Bolton Wanderers           |
| 19è  | Blackburn Rovers           |
| 20è  | Wolverhampton Wanderers FC |

| Pos. | de Championship               |
| ---- | ----------------------------- |
| 1r   | Reading FC                    |
| 2n   | Southampton                   |
| 3r   | West Ham United FC (promoció) |

### Informació dels equips
Clubs participants de la Premier League 2012/13:
| Club                 | Ciutat         | Entrenador          | Capità             | Estadi            | Aforament |
| -------------------- | -------------- | ------------------- | ------------------ | ----------------- | --------- |
| Arsenal FC           | Londres        | Arsène Wenger       | Thomas Vermaelen   | Emirates Stadium  | 60.355    |
| Aston Villa          | Birmingham     | Paul Lambert        | Ron Vlaar          | Villa Park        | 42.788    |
| Chelsea FC           | Londres        | Rafael Benítez      | John Terry         | Stamford Bridge   | 42.055    |
| Everton              | Liverpool      | David Moyes         | Phil Neville       | Goodison Park     | 40.157    |
| Fulham FC            | Londres        | Martin Jol          | Brede Hangeland    | Craven Cottage    | 25.700    |
| Liverpool FC         | Liverpool      | Brendan Rodgers     | Steven Gerrard     | Anfield Road      | 45.276    |
| Manchester City      | Manchester     | Brian Kidd (interí) | Vincent Kompany    | Etihad Stadium    | 47.726    |
| Manchester United    | Manchester     | Sir Alex Ferguson   | Nemanja Vidić      | Old Trafford      | 76.957    |
| Newcastle United     | Newcastle      | Alan Pardew         | Fabricio Coloccini | St. James' Park   | 52.387    |
| Norwich City         | Norwich        | Chris Hughton       | Grant Holt         | Carrow Road       | 26.034    |
| Queens Park Rangers  | Londres        | Harry Redknapp      | Clint Hill         | Loftus Road       | 19.148    |
| Reading              | Reading        | Nigel Adkins        | Jobi McAnuff       | Madejski Stadium  | 24.161    |
| Southampton          | Southampton    | Mauricio Pochettino | Adam Lallana       | St Mary's Stadium | 32.589    |
| Stoke City           | Stoke-on-Trent | Tony Pulis          | Ryan Shawcross     | Britannia Stadium | 28.383    |
| Sunderland           | Sunderland     | Paolo Di Canio      | Lee Cattermole     | Stadium of Light  | 49.000    |
| Swansea City         | Swansea        | Michael Laudrup     | Garry Monk         | Liberty Stadium   | 20.532    |
| Tottenham Hotspur FC | Londres        | André Villas-Boas   | Michael Dawson     | White Hart Lane   | 36.240    |
| West Bromwich Albion | West Bromwich  | Steve Clarke        | Chris Brunt        | The Hawthorns     | 26.500    |
| West Ham United      | Londres        | Sam Allardyce       | Kevin Nolan        | Boleyn Ground     | 35.647    |
| Wigan Athletic       | Wigan          | Robert Martínez     | Gary Caldwell      | DW Stadium        | 25.138    |

## Classificació
| Pos | Equip                | PJ | G  | E  | P  | GF | GC | Dif | Pts |
| --- | -------------------- | -- | -- | -- | -- | -- | -- | --- | --- |
| 1   | Manchester United    | 38 | 28 | 5  | 5  | 86 | 43 | +43 | 89  |
| 2   | Manchester City      | 38 | 23 | 9  | 6  | 66 | 34 | +32 | 78  |
| 3   | Chelsea FC           | 38 | 22 | 9  | 7  | 75 | 39 | +36 | 75  |
| 4   | Arsenal FC           | 38 | 21 | 10 | 7  | 72 | 37 | +35 | 73  |
| 5   | Tottenham Hotspur FC | 38 | 21 | 9  | 8  | 66 | 46 | +20 | 72  |
| 6   | Everton              | 38 | 16 | 15 | 7  | 55 | 40 | +15 | 63  |
| 7   | Liverpool            | 38 | 16 | 13 | 9  | 71 | 43 | +28 | 61  |
| 8   | West Bromwich Albion | 38 | 14 | 7  | 17 | 53 | 57 | -4  | 49  |
| 9   | Swansea City CL      | 38 | 11 | 13 | 14 | 47 | 51 | -4  | 46  |
| 10  | West Ham United      | 38 | 12 | 10 | 16 | 45 | 53 | -8  | 46  |
| 11  | Norwich City         | 38 | 10 | 14 | 14 | 41 | 58 | -17 | 44  |
| 12  | Fulham               | 38 | 11 | 10 | 17 | 50 | 60 | -10 | 43  |
| 13  | Stoke City           | 38 | 9  | 15 | 14 | 34 | 45 | -11 | 42  |
| 14  | Southampton          | 38 | 9  | 14 | 15 | 49 | 60 | -11 | 41  |
| 15  | Aston Villa          | 38 | 10 | 11 | 17 | 47 | 69 | -22 | 41  |
| 16  | Newcastle United     | 38 | 11 | 8  | 19 | 45 | 68 | -23 | 41  |
| 17  | Sunderland           | 38 | 9  | 12 | 17 | 41 | 54 | -13 | 39  |
| 18  | Wigan Athletic FA    | 38 | 9  | 9  | 20 | 47 | 73 | -26 | 36  |
| 19  | Reading              | 38 | 6  | 10 | 22 | 43 | 73 | -30 | 28  |
| 20  | Queens Park Rangers  | 38 | 4  | 13 | 21 | 30 | 60 | -30 | 25  |

- CL Campió de la Copa de la Lliga d'Anglaterra 2012-13.
- FA Campió de la FA Cup 2012-13.
- Descens a la Football League Championship 2013-14

PJ: partits jugats; G: partits guanyats; E: partits empatats; P: partits perduts; GF: gols a favor;
 GC: gols en contra; Dif: diferència de gols; Pts: punts
|  | Campió de la Premier League i en zona de classificació a la fase de grups de la Lliga de Campions de la UEFA 2013-14. |
|  | En zona de classificació a la fase de grups de la Lliga de Campions de la UEFA 2013-14                                |
|  | En zona de classificació a la cuarta ronda de la Lliga de Campions de la UEFA 2013-14                                 |
|  | En zona de classificació a la fase de grups de la Lliga Europa de la UEFA 2013-14.                                    |
|  | En zona de classificació a la ronda de Play-off de la Lliga Europa de la UEFA 2013-14.                                |
|  | En zona de classificació a la tercera ronda de la Lliga Europa de la UEFA 2013-14.                                    |
|  | En zona de descens a la Football League Championship 2013-14                                                          |

## Golejadors
| Jugador           | Equip                         | Gols | Partits | Mitjana |
| ----------------- | ----------------------------- | ---- | ------- | ------- |
| Robin van Persie  | Manchester United             | 26   | 37      | 0.70    |
| Luis Suárez       | Liverpool                     | 23   | 33      | 0.70    |
| Gareth Bale       | Tottenham Hotspur FC          | 21   | 32      | 0.66    |
| Christian Benteke | Aston Villa                   | 19   | 34      | 0.56    |
| Michu             | Swansea City                  | 18   | 34      | 0.53    |
| Romelu Lukaku     | West Bromwich Albion          | 17   | 34      | 0.50    |
| Frank Lampard     | Chelsea FC                    | 15   | 29      | 0.51    |
| Dimitr Berbàtov   | Fullham                       | 15   | 33      | 0.46    |
| Demba Ba[1]       | Newcastle United / Chelsea FC | 15   | 34      | 0.44    |
| Rickie Lambert    | Southampton                   | 15   | 37      | 0.39    |
| Edin Džeko        | Manchester City               | 14   | 32      | 0.42    |
| Theo Walcott      | Arsenal FC                    | 14   | 32      | 0.42    |
| Sergio Agüero     | Manchester City               | 12   | 30      | 0.40    |
| Juan Mata         | Chelsea FC                    | 12   | 35      | 0.34    |
| Santi Cazorla     | Arsenal FC                    | 12   | 38      | 0.31    |

1. ^  13 gols (20 partits) amb el Newcastle United i 2 gols (14 partits) amb el Chelsea FC.

## Màxims assistents
| Jugador          | Equip                | Assistències | Partits |
| ---------------- | -------------------- | ------------ | ------- |
| Juan Mata        | Chelsea              | 12           | 35      |
| Eden Hazard      | Chelsea FC           | 11           | 34      |
| Santi Cazorla    | Arsenal FC           | 11           | 38      |
| Wayne Rooney     | Manchester United    | 10           | 27      |
| Theo Walcott     | Arsenal FC           | 10           | 32      |
| Lukas Podolski   | Arsenal FC           | 9            | 33      |
| Steven Gerrard   | Liverpool            | 9            | 36      |
| Robin van Persie | Manchester United    | 9            | 38      |
| David Silva      | Manchester City      | 8            | 32      |
| Carlos Tévez     | Manchester City      | 8            | 34      |
| Shaun Maloney    | Wigan Athletic       | 8            | 36      |
| Samir Nasri      | Manchester City      | 7            | 28      |
| Damien Duff      | Fulham               | 7            | 31      |
| Aaron Lennon     | Tottenham Hotspur FC | 7            | 34      |
| Jean Beausejour  | Wigan Athletic       | 7            | 34      |
| Jobi McAnuff     | Reading              | 7            | 38      |